# Демократическа алтернатива
Демократическа алтернатива (на македонска литературна норма: Демократска алтернатива) е бивша центристка политическа партия в Република Македония. Основана e на 21 март 1998 от Васил Тупурковски, член на Председателството на Социалистическа федеративна република Югославия.
Преди парламентарните избори през 1998 година, ДА сключва предизборна коалиция с ВМРО-ДПМНЕ и заедно побеждават на изборите и сформират правителство, в което взема участие и Демократическата партия на албанците. По време на управлението, ДА взема решение да признае Република Китай (Тайван) като суверенна държава и да осъществи дипломатически отношения с нея. В замяна на международното признаване, Тайван се задължава да инвестира в македонската икономика, с което ДА цели да изкара страната от икономическата криза, но замислените инвестиции така и не биват осъществени.
На парламентарни избори през 2002 година ДА печели само 1,4% от гласовете и не успява да събере нужните гласове, за да излъчи свои депутати в Събранието.